# Clément Ader
Clément Ader (1841 - 1925) ông nhà nhà phát minh và là kĩ sư người Pháp, được coi là Cha đẻ của ngành hàng không.
Ông sinh ngày mùng 4 tháng 2 năm 1841 ở Muret, Haute Garonne, Pháp.

## Cuộc đời
Ông sinh ra tại một vùng thượng lưu của sông Garonne và tốt nghiệp kĩ sư cầu đường là một nghề rất được xã hội thời bấy giờ xem trọng. Nhưng công việc ông yêu thích chính là từ sự mơ mộng của mình không chỉ là tàu thủy bơi dưới nước, xe cộ chạy trên bộ , mà đó phải là chế tạo ra một cỗ máy có khả năng bay lượn trên không.
Để thử nghiệm được công việc này, đòi hỏi cần phải có rất nhiều tiền. Với trình độ về chế tạo nhiều loại máy và dụng cụ điện, ông đã trở lên giàu có rất nhanh, từ đó ông đầu tư để thực hiện mơ ước của mình.

## Sự nghiệp
Công việc đầu tiên của ông là chế tạo máy ghi âm, máy điện thoại, máy tăng âm phục vụ cho các rạp hát. Sau khi có gia sản đồ sộ, ông mới bắt đầu đi vào công việc chế tạo máy bay qua việc dành hết tâm trí, thời gian và tiền bạc để tiến hành hàng trăm thí nghiệm tốn kém, cuối cùng cũng đã chế tạo được mô hình máy bay đầu tiên có thể cất cánh rời khỏi mặt đất và bay trên không.

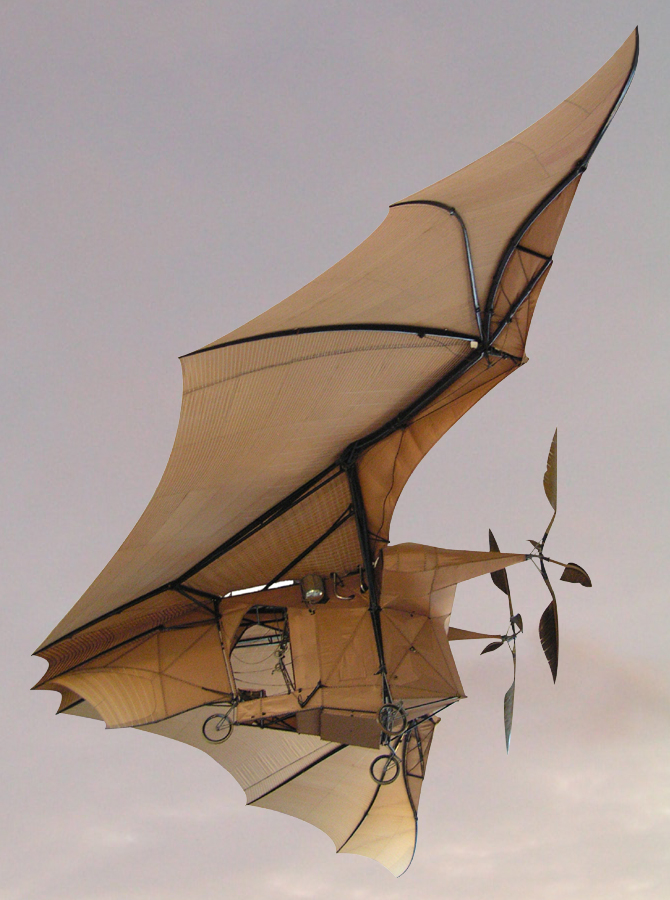
Mô hình chiếc máy bay cất cánh vào năm 1897

Vào một ngày cuối năm 1897, Tại cao nguyên Salory, một sự kiện đánh dấu sự ra đời của ngành hàng không. Một chiếc máy bay đầu tiên chạy bằng động cơ hơi nước do ông chế tạo đã cất cánh và bay được một khoảng cách khá xa gần 300m. Với phát minh cực kì quan trọng này, ông đã biến ước mơ suốt đời của mình thành sự thật được lịch sử ngành hàng không ghi nhận công trạng của ông như là một người khai sinh ra ngành hàng không thế giới từ những nỗ lực không biết mệt mỏi của mình.
Ngày mùng 5 tháng 3 năm 1925, ông qua đời tại Toulouse. Nước Pháp và nhân loại luôn tri ân và tôn vinh ông vì đã có công phát minh ra phương tiện giao thông kì diệu và sau đó rất phát triển cho đến tận ngày hôm nay.